# Karl Theodor von Piloty
Karl Theodor von Piloty o Carl (Monaco di Baviera, 1º ottobre 1826 – Ambach, 21 luglio 1886) è stato un pittore tedesco, molto noto per essere stato uno dei più importanti esponenti della pittura storico realistica.

## Biografia
Karl Theodor è il figlio primogenito del litografo Ferdinand Piloty il Vecchio e il fratello del pittore Ferdinand Piloty il Giovane (1828–1895).
Dopo i viaggi di studio ad Anversa e Parigi e due soggiorni in Italia nel 1847 e nel 1858, si affermò con importanti quadri di soggetto storico, soprattutto sulla guerra dei trent'anni.
Fu direttore dell'Accademia di Monaco, dove è conservata la maggior parte delle sue opere, esercitando notevole influenza sulla pittura tedesca dell'epoca. Tra i suoi allievi, il pittore greco Ioannis Zacharias e il paesaggista Karl Stuhlmüller.

## Galleria d'immagini

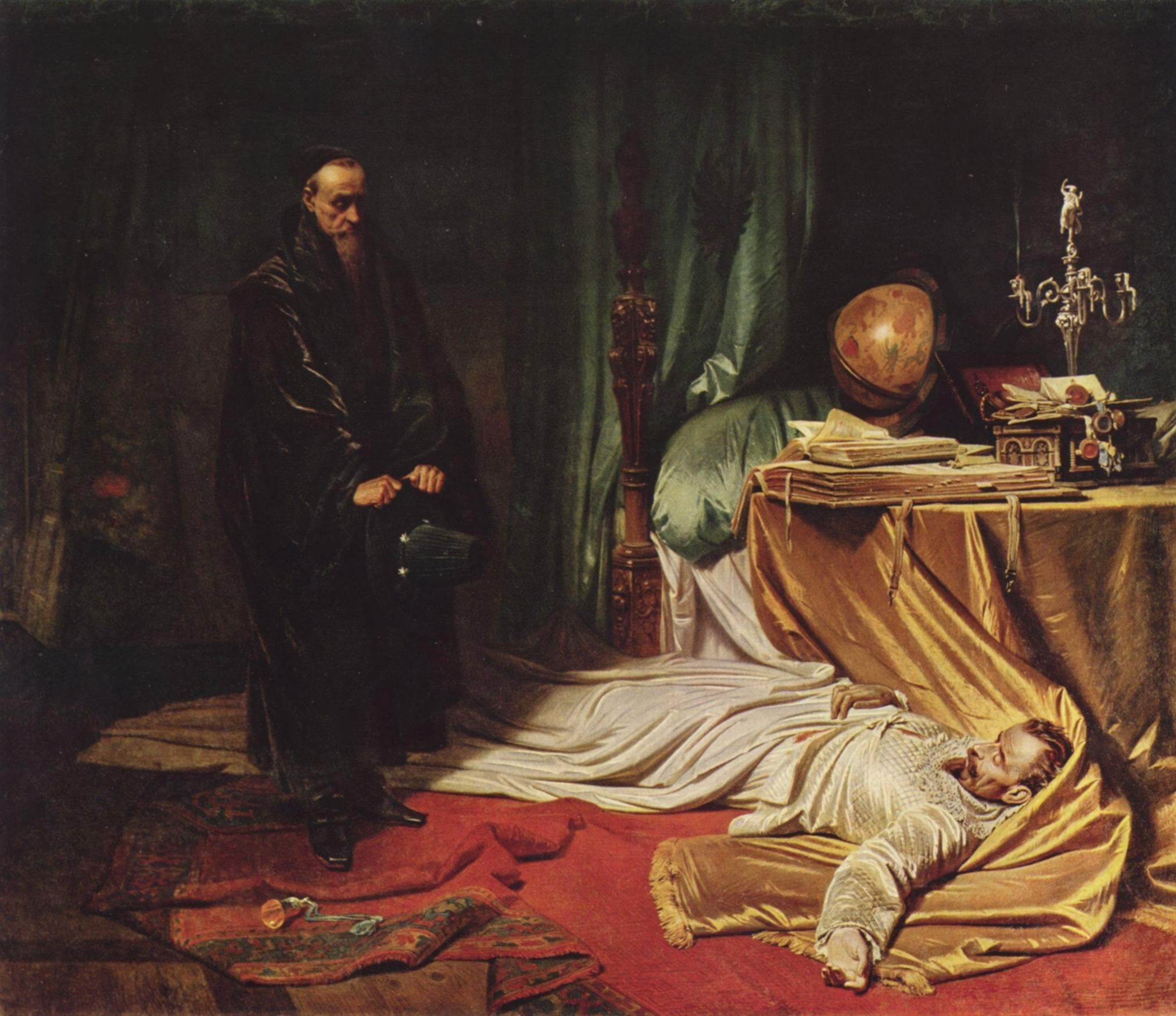
La morte di Wallenstein
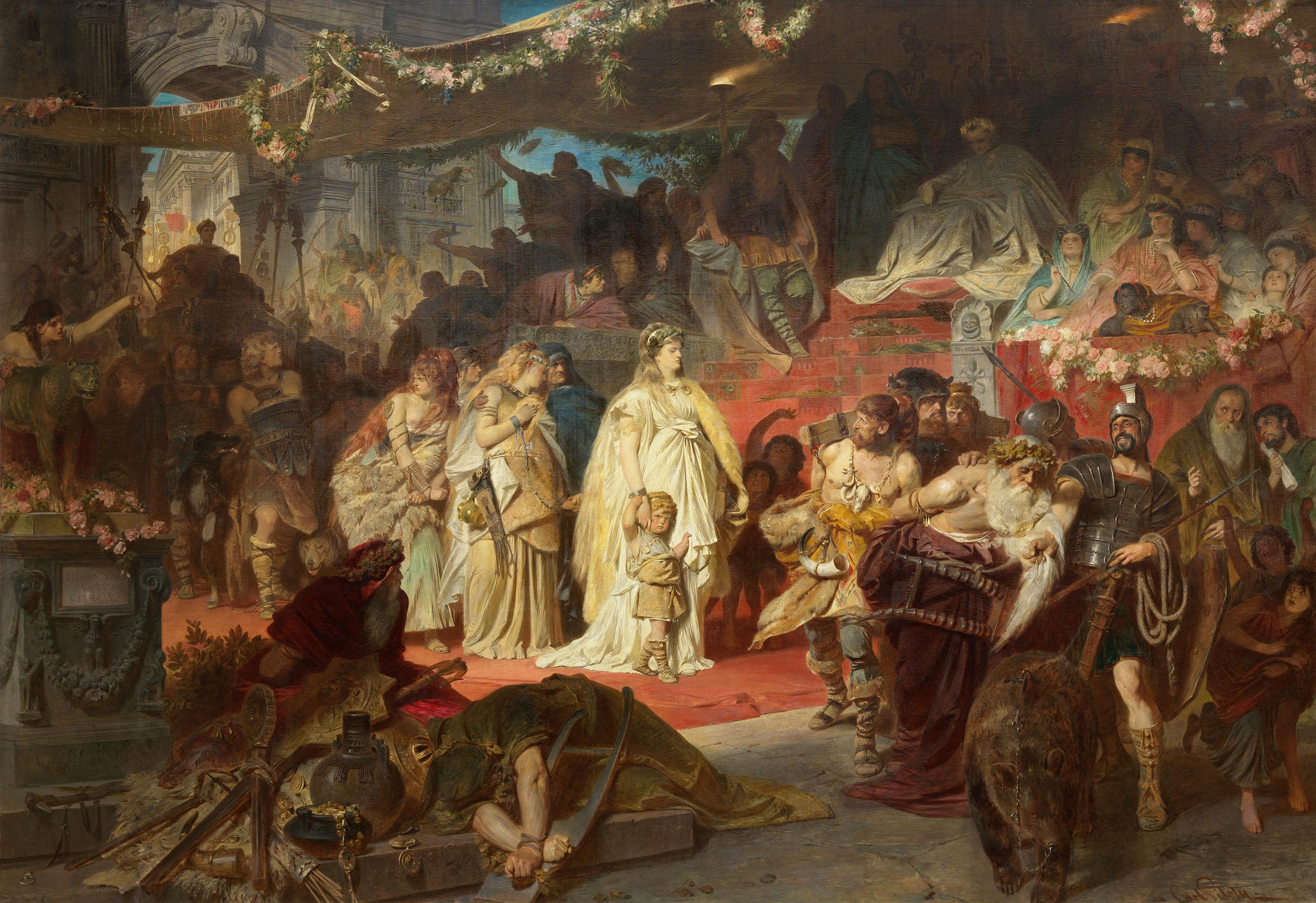
Thusnelda nel trionfo di Germanicus
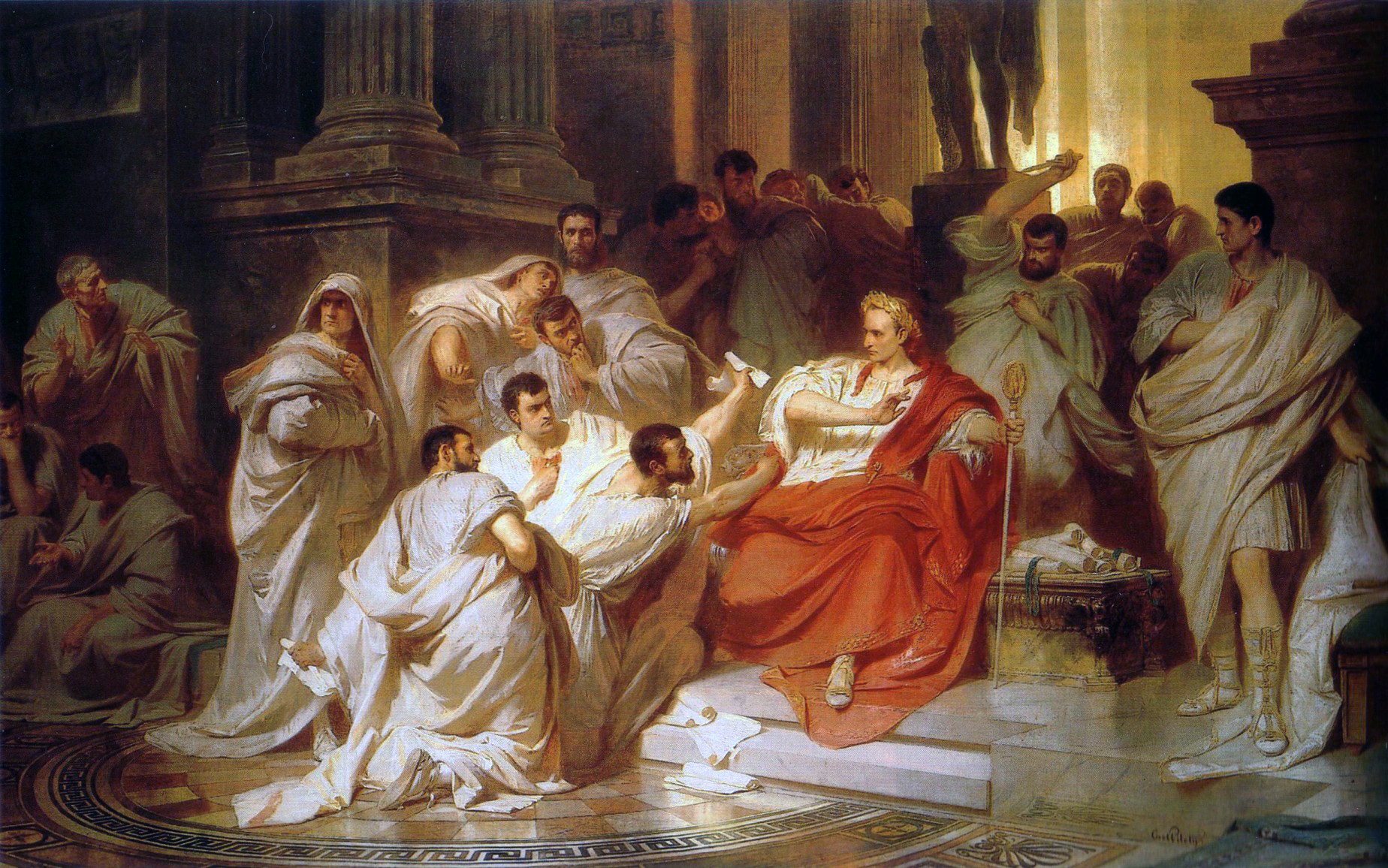
L'Assassinio di Cesare
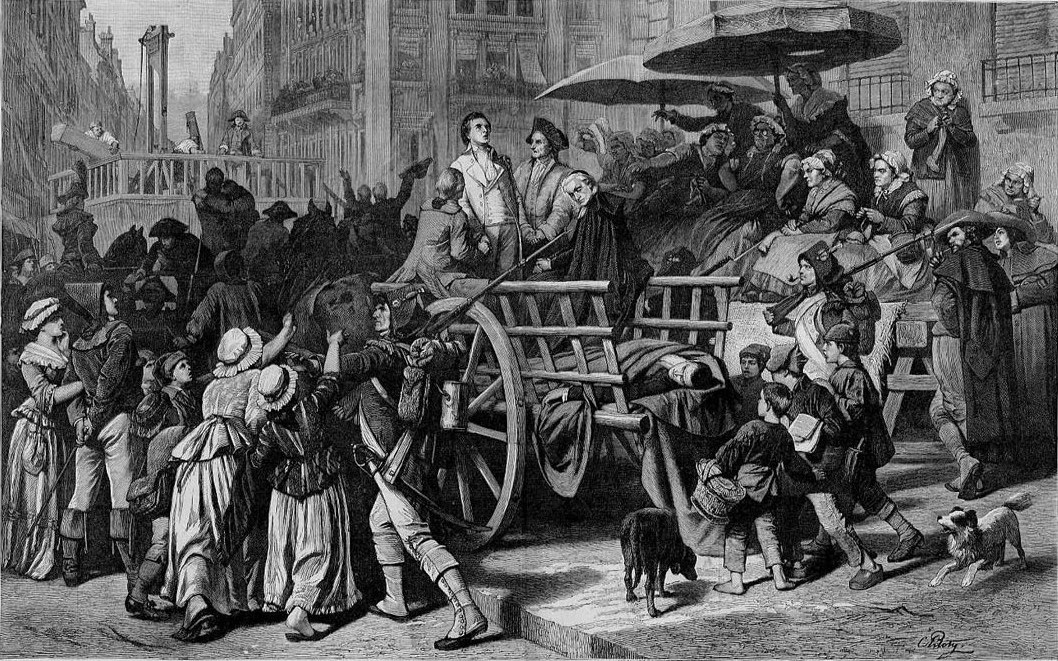
I Girondini, incisione su legno, dal dipinto a olio dall'Harper's Weekly del 1881